# Jacopo di Cione

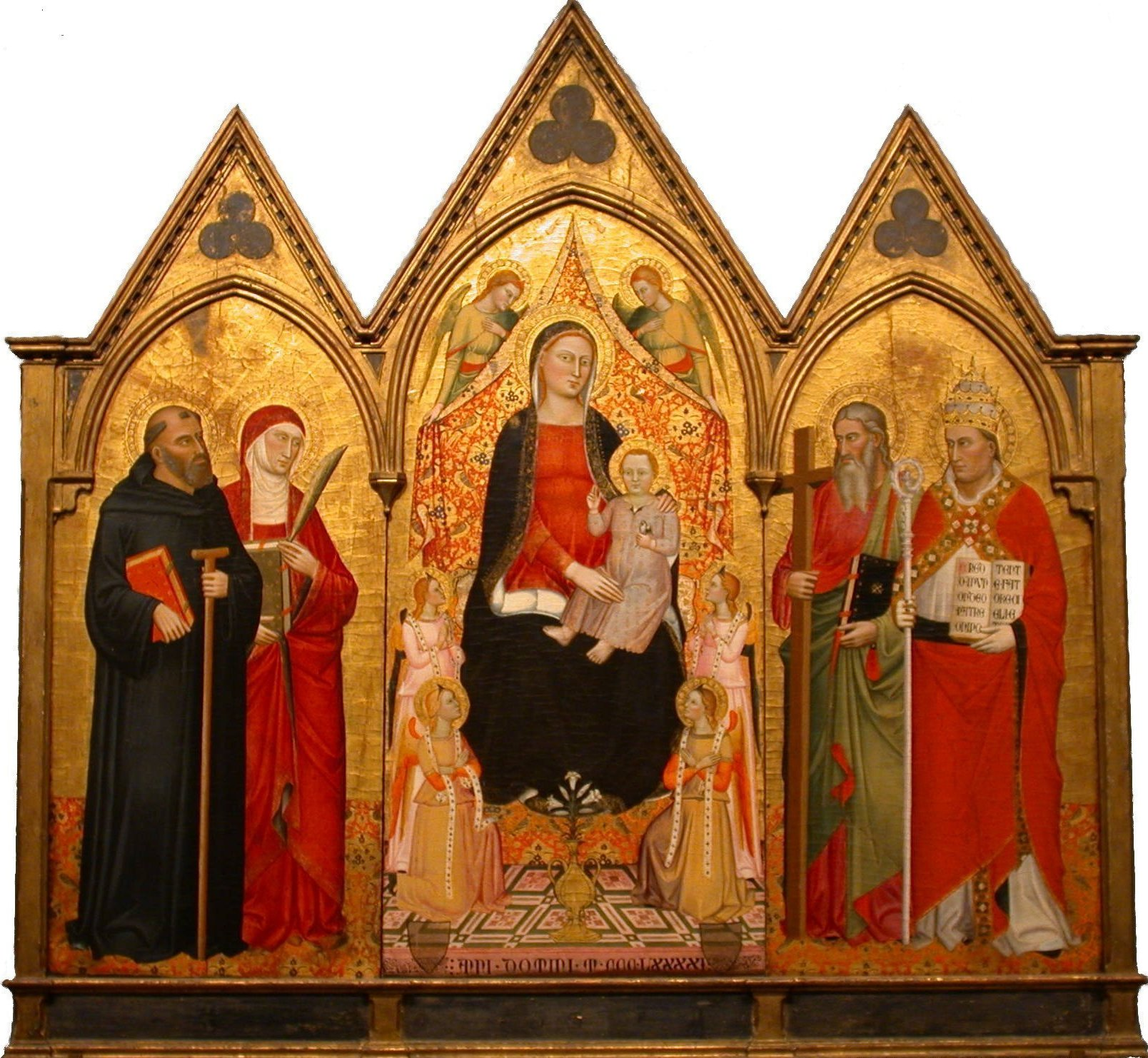
Polittico di Jacopo di Cione oggi a Honolulu

Jacopo di Cione (Firenze, 1325 – 1399) è stato un pittore italiano, membro di un'importante famiglia di artisti tra i quali il più famoso fu suo fratello Andrea Orcagna. Furono pittori e/o architetti anche i fratelli Nardo e Matteo di Cione.

## Biografia
Nato nel popolo di Santa Maria Novella, si formò con i fratelli, con i quali collaborò spesso, per tutta la vita. Tra il 1366 e il 1368 lo troviamo da solo come autore degli affreschi nel palazzo dell'Arte dei Giudici e Notai, per il quale dipinse anche una pala d'altare con una Crocifissione oggi alla National Gallery di Londra.
Dopo la morte del fratello Andrea (1368) egli completò alcune sue commissioni, come i dipinti della Vergine e di San Matteo per Orsanmichele. Si iscrisse all'Arte dei Medici e Speziali nel 1369 e fu console della corporazione nel 1384, 1387 e 1392.
Collaborò con regolarità anche con il pittore Niccolò di Pietro Gerini, come nel maestoso polittico risalente al 1370-71 per l'altare della chiesa di San Pier Maggiore, probabilmente commissionato dagli Albizi. Tra i pezzi da altare più grandi dell'epoca, oggi i dodici pannelli principali di questo polittico si trovano alla National Gallery londinese, mentre la predella è andata dispersa. Frutto di questa collaborazione fu anche il grande pannello dipinto con l'Incoronazione della Vergine, commissionato dalla zecca fiorentina (1372-73), e l'affresco dell'Annunciazione nel palazzo dei Priori a Volterra.
Tra il 1378 e il 1380 Jacopo lavorò al cantiere di Santa Maria del Fiore con il fratello Matteo, sostituendolo dopo la sua morte nella scelta dei marmi destinati al rivestimento esterno. Probabilmente lavorò anche alla decorazione del portale centrale della prima facciata, oggi distrutto.
Tra il 1382 e il 1385 è ricordato nel cantiere della loggia della Signoria, accanto al fratello Nardo, e nel 1386 creò quattro pannelli lignei dipinti per la sede avignonese della compagnia del mercante pratese Francesco Datini. L'ultima menzione dell'artista in vita risale al 2 maggio 1398.

## Opere
- Pala della Crocifissione, 1368-1370 circa, tempera e oro su tavola, 154x138 cm, Londra, National Gallery